# Ruy Pauletti
Ruy Pauletti (Caxias do Sul, 15 de fevereiro de 1936 - Caxias do Sul, 18 de março de 2012) foi um educador e político brasileiro, filiado ao Partido da Social Democracia Brasileira.
Formado em Estudos Sociais pela Unijuí, Pauletti começou a dar aulas em 1957, na área rural da serra gaúcha. No ano seguinte, transferiu-se para Três Passos, onde cinco meses depois foi o vereador mais votado do município. Com apenas 24 anos, concorreu à prefeitura.
Em 1971, foi aprovado em concurso público estadual para o magistério, obtendo o primeiro lugar. No governo Euclides Triches exerceria o cargo de delegado de Educação. Em 1975 foi contratado pela Universidade de Caxias do Sul, onde foi pró-reitor de Administração e Extensão por dez anos. Depois, seria reitor da universidade, entre 1990 e 2002.
Deixou a reitoria da UCS para concorrer a deputado estadual pelo PSDB, em 2002, sendo eleito com 57.035 votos, cerca de 42 mil somente em Caxias do Sul. Em 2004, o tucano concorreu a prefeitura de sua cidade natal, terminando em terceiro lugar, com 44.915 votos (19,72%), sendo derrotado por José Ivo Sartori (PMDB). Nas eleições de 2006 elegeu-se para a Câmara Federal, com 57.064 votos, ou 0,96% do total de votos válidos, curiosamente apenas 29 votos de diferença do pleito de quatro anos antes.
Em pesquisa de opinião desenvolvida em 1999 junto a 100 líderes comunitários de diferentes áreas por acadêmicos do Curso de Jornalismo da Universidade de Caxias do Sul, foi eleito uma das 30 Personalidades de Caxias do Sul — Destaques do Século XX. Morreu em 2012, aos 76 anos, devido a um infarto.